# Калманов, Батр Николаевич
Батр Николаевич Калма́нов (21 декабря 1920, Ольгинское, Горская АССР, РСФСР — 26 февраля 1981, Орджоникидзе, Северо-Осетинская АССР, РСФСР, СССР) — советский осетинский живописец.
Заслуженный художник Северо-Осетинской АССР (1960). Лауреат Государственной премии Северо-Осетинской АССР им. К. Л. Хетагурова (1970). Член Союза художников СССР с 1956 года.

## Биография
Родился 21 декабря 1920 года в с. Ольгинское Северной Осетии. Учился в электромеханическом техникуме.
В 1939 году был призван в Красную армию, а в 1941 году прямо из армии отправился на фронт.
В 1945 году вернулся с фронта, и пошёл работать на завод. Обнаружив в себе тягу к изобразительному искусству, он стал посещать изостудию.
В 1950—1956 гг. обучался в Ленинградском институте живописи скульптуры и архитектуры им. И. Е. Репина (мастерская нар. худ. СССР Виктор Михайлович Орешников). Дипломная работа — картина «Одевание невесты».
В 1956 году принят в Союз художников СССР. В том же году вернулся в Орджоникидзе.
Работы художника хранятся в Северо-Осетинском художественном музее им. М. Туганова, в галереях и частных собраниях России, США, Германии, Франции и др. стран.
Проживал в доме № 1 по улице Шмулевича, который в настоящее время является памятником истории и объектом культурного наследия под наименованием «Дом, где в 1959—1981 годах жил и умер заслуженный художник СОАССР Батр Николаевич Калманов».
Скончался 26 февраля 1981 года в Орджоникидзе.

## Семья
- Сестра — Мадина Николаевна Орешникова, супруга народного художника СССР, академика Виктора Орешникова
- Супруга — Лариса Михайловна(р.15.08.1926 — 03.01.2016), врач
- Сын — Георгий Батрович Калманов(р. 21.02.1952), врач
- Супруга — Ирина, художник-ювелир
- Сын — Алан Батрович Калманов (р. 1964), живописец, Заслуженный художник РФ, академик РАХ
- Дочь — Мадина Батровна Калманова (р. 1958), живописец

## Некоторые произведения
- «Коста среди горцев» (совм. с Виктором Орешниковым) 1954
- «Одевание невесты» 1956
- «Сельский врач» 1958
- «Будущие чемпионы» 1958
- «Памятник в горах»
- «С. М. Киров в селе Ольгинском»
- «Мать семерых» 1970
- Портреты К. Хетагурова, Ю. Кучиева, Х.-У. Мамсурова

## Награды
- Орден «Знак Почёта» (5 октября 1960 года)
- Медаль «За оборону Москвы» (27 марта 1945 года)[3]
- Заслуженный художник Северо-Осетинской АССР
- Государственная премия СОАССР им. К. Л. Хетагурова (1970) — за картину «Мать семерых»[1]